# Simon Keenlyside
Simon Keenlyside (3 de agosto de 1959, Londres, Inglaterra), es un barítono británico de prestigio internacional.
Se lanzó a un reconocimiento mutuo como protagonista de la jocosa obra de Mozart "Don Giovanni"
La cual, su personaje era el intrépido don Juan.

## Trayectoria
Hijo del violinista Raymond Keenlyside, de niño fue corista en St. Johns en Cambridge. Antes de estudiar canto profesionalmente en Mánchester, estudió zoología en la Universidad de Cambridge.
Debutó en 1987 como Lescaut en Manon, ópera de Jules Massenet, seguido por el Conde Almaviva en la Staatsoper de Hamburgo. Entre 1989 y 1994 perteneció al elenco de la ópera de Escocia añadiendo roles como Marcello (La Boheme), Danilo (The Merry Widow), Harlequin (Ariadna en Naxos), Guglielmo (Così fan tutte), Billy Budd (Billy Budd), Papageno (La flauta mágica) y Belcore (El elixir de amor) con debuts en Covent Garden (1989, Silvio), English National Opera (Guglielmo), Ópera de San Francisco, Ginebra, París, y Sídney. 
En 1993 debutó en el Festival de Glyndebourne y en 1996 en el Metropolitan Opera House en L'elisir d'amor regresando para Capriccio, La Boheme, La flauta mágica y Las bodas de Fígaro en 2007 junto a Bryn Terfel.
Uno de los más notables liederistas de su generación participa en la colección de Lieder de Robert Schumann y en cinco volúmenes de Franz Schubert así como Brahms, Mahler y Benjamin Britten, Emmanuel Chabrier, Maurice Duruflé y Henry Purcell. 
En 2004, fue Próspero en la premier mundial de La tempestad de Thomas Adès
Keenlyside está casado con la bailarina Zenaida Yanowsky.

## Repertorio
- Winston Smith en 1984
- Harlequin en Ariadna en Naxos
- Ubalde en Armide
- Billy Budd/Donald en Billy Budd
- Catechiste en Briséïs
- Olivier en Capriccio
- Guglielmo en Cosi fan tutte
- Falke en Die Fledermaus
- Papageno en Die Zauberflöte
- Abayaldos en Dom Sebastien
- Posa en Don Carlos
- Don Giovanni en Don Giovanni
- Ford en Falstaff
- Hamlet en  Hamlet
- Figaro en El barbero de Sevilla
- Oreste en Iphigenie en Tauride
- Silvio en Pagliacci
- Marcello en La Boheme
- Mercurio en La Calisto
- Dandini en La Cenerentola
- Conde de Almaviva en Las bodas de Fígaro
- Arthus en Le Roi Arthus
- Belcore en L'elisir d'amore
- Gendarme en Les Mamelles de Tiresias
- Lescaut en Manon
- Orfeo en  La Favola d'Orfeo
- Montano en Otelo
- Pelléas en Pelléas et Mélisande
- Ned Keene en Peter Grimes
- Wolfram en Tannhauser
- Ping en Turandot
- Danilo en La viuda alegre
- Prospero en The Tempest
- Tarquinius en La violación de Lucrecia
- Príncipe Yeletski en La dama de picas
- Andréi en Guerra y paz
- Yevgueni Oneguin en Yevgueni Oneguin

## Honores
- 1986: Premio Richard Tauber
- 1987: Walter Gruner International Lieder competition
- 1990: Elly Ameling Competition
- 1994-1995: Singer of the Year Awards Critics Circle- Royal Philharmonic Society
- 2003: CBE "for services to Music".
- 2004: Premio Laurence Olivier por Próspero en The Tempest
- XII Premios de la Crítica (Barcelona)
- 2005: Grammy Award for Best Opera Recording, Las bodas de Fígaro.
- 2006: Premio Laurence Olivier por Billy Budd en 2005.
- 2007: ECHO Klassik 2007 - Singer of the Year
- Liceu Opera Award for Best Recital Artist
- Premio Gramophone